# لی هیون
لی هیون (کره‌ای: 이현؛ زادهٔ ۸ نوامبر ۱۹۸۳) خواننده اهل کره جنوبی است. او در سال ۲۰۰۷ فعالیت خوانندگی خود را آغاز کرد. لی اکنون زیر نظر بیگ هیت میوزیک به عنوان خواننده انفرادی فعالیت می‌کند.

## مسیر شغلی
لی در سال ۱۳۸۴ به‌عنوان کارآموز به بیگ‌هیت اینترتینمنت پیوست و در سال ۱۳۸۶ قرارداد رسمی با این شرکت امضا کرد. همان سال، او به‌همراه بک چان و جو هی به‌عنوان یکی از اعضای گروه مختلط «اِیت‌اِیت» فعالیت هنری خود را آغاز کرد. این گروه در فاصله سال‌های ۱۳۸۶ تا ۱۳۸۸ سه آلبوم استودیویی و در سال‌های ۱۳۸۹ و ۱۳۹۰ دو مینی‌آلبوم منتشر کرد.
در ۳۰ آذر ۱۳۹۳، بیگ‌هیت اعلام کرد که قرارداد بک و جو به پایان رسیده و فعالیت‌های تبلیغاتی گروه متوقف می‌شود. این لیبل همچنین تأکید کرد که اعضا همچنان روابط دوستانه دارند و احتمال بازگشت دوباره گروه در آینده وجود دارد.
در طول هفت سال فعالیت، «اِیت‌اِیت» به یکی از برجسته‌ترین گروه‌های وکال کره بدل شد و جایگاه ویژه‌ای در موسیقی کافی‌هاوس به دست آورد.